# Cardenal anyil ventre-rosat
El cardenal anyil ventre-rosat (Passerina rositae) és una espècie d'ocell de la família dels cardinàlids endèmica del sud de Mèxic. Només es troba en el vessant pacífic de l'Istme de Tehuantepec, en els estats d'Oaxaca i Chiapas.